# Équipe cycliste Boyacá Raza de Campeones
L'équipe cycliste Boyacá es Para Vivirla est une équipe cycliste colombienne, qui existe depuis 2007. Elle représente le gouvernement départemental de Boyacá et Indeportes Boyacá. La formation est dirigée administrativement par la Ligue cycliste départementale. Équipe continentale en 2007, 2009 et 2016, les autres années, la formation milite au plus haut niveau amateur du cyclisme colombien. Évoluant avec différents noms selon les saisons, par la volonté de Nairo Quintana, nouveau parrain de l'équipe, la formation reprend le nom de "Boyacá es Para Vivirla" pour 2017.

## Histoire de l'équipe

### Saison 2016
L'objectif de la saison est de promouvoir les jeunes coureurs boyacenses de l'équipe, en leur offrant les meilleures conditions pour se faire remarquer. Le nouveau directeur sportif Jorge Iván González espère qu'à la fin de l'année quatre à cinq des siens soient promus dans une équipe continentale professionnelle ou une WorldTeam. L'effectif comprend vingt coureurs dont huit de moins de 23 ans. Les Élites sont également jeunes, puisqu'ils ont pour la plupart entre vingt-trois et vingt-cinq ans. L'UCI n’acceptant que seize coureurs dans une équipe continentale, quatre ne sont donc pas acceptés par la fédération internationale. Les principaux renforts sont Diego Ochoa et Roller Diagama, en provenance de la Movistar Team América et Heiner Parra de l'équipe Caja Rural-Seguros RGA. Ce dernier, du fait de son expérience sur les routes de la péninsule Ibérique et de son niveau, est la pierre angulaire sur laquelle ces jeunes coéquipiers s'appuieront durant les différentes compétitions au calendrier.
Les premières courses de la saison sont les championnats de Colombie sur route. Puis la semaine suivante, une partie de l'équipe part en République dominicaine disputer la Vuelta a la Independencia Nacional tandis que l'autre participe à des épreuves du calendrier national colombien, la Vuelta al Valle et la Vuelta al Gran Santander. Le premier cycle de compétition en Europe verra les coureurs au départ du Tour des Asturies, du Tour de Madrid et possiblement du Tour de Castille-et-León. Tandis que lors d'un second cycle, l'équipe s'alignera au Tour du Portugal et à celui pour les moins de 23 ans, le Tour du Portugal de l'Avenir. Pour une équipe colombienne, le Tour de Colombie et le Clásico RCN restent des objectifs importants. Même si dans la volonté de promouvoir ses coureurs, les meilleurs éléments, avec Heiner Parra et Jeffry Romero en tête, seront au Tour du Portugal plutôt qu'au départ du Tour national. Par contre, le Clásico RCN se disputera avec la meilleure équipe possible, les compétitions prévues en Europe étant terminées.
Aux championnats nationaux, bien que le podium fut envisagé, la formation termine le contre-la-montre par équipes à la huitième place (sur dix au départ). Les compétitions Élites qui semblaient hors de portée des coureurs de la formation l'ont été effectivement,. Tandis que les espoirs, sur qui reposaient l'espérance de bons résultats, ont été couronnés de succès.
L'année se termine avec une situation économique difficile pour les membres de la formation, puisque les coureurs et les auxiliaires (mécanos, masseurs...) avaient cinq mois de salaire impayés, à la mi-décembre. La direction de l'équipe répond aux doléances de ses salariés qu'en raison d'une clause en cours au gouvernement de Boyacá, l'argent n'est pas disponible pour régler leurs obligations salariales et qu'elle ne sait quand il le sera.

### Saison 2017
Non seulement, la formation change de catégorie mais elle change également de nom. L'équipe quitte le statut continental UCI pour se consacrer aux compétitions exclusivement nationales. De plus, elle reprend son ancienne dénomination de "Boyacá es Para Vivirla".

## Principales victoires
- Tour de Leon : David Belda (2009)
- Tour de l'Équateur : Fernando Camargo (2009)
- Tour de l'Uruguay : Iván Casas (2010)
- Tour du Chiapas : Iván Casas (2011)
- Tour du Portugal de l'Avenir : Wilson Rodríguez (2016)

## Classements UCI
L'équipe participe aux épreuves des circuits continentaux et principalement les courses du calendrier de l'UCI America Tour. Les tableaux ci-dessous présentent les classements de l'équipe sur les circuits, ainsi que son meilleur coureur au classement individuel.
UCI America Tour
| Saison | Classement par équipes | Meilleur coureur au classement individuel |
| ------ | ---------------------- | ----------------------------------------- |
| 2007   | 19e                    | Freddy Montaña (80e)                      |
| 2009   | 13e                    | Freddy Montaña (67e)                      |
| 2015   | -                      | Jeffry Romero (183e)                      |
| 2016   | 23e                    | Diego Ochoa (119e)                        |

UCI Europe Tour
| Saison | Classement par équipes | Meilleur coureur au classement individuel |
| ------ | ---------------------- | ----------------------------------------- |
| 2007   | 125e                   | Iván Mauricio Casas (967e)                |
| 2009   | 67e                    | Freddy Montaña (193e)                     |
| 2016   | 80e                    | Heiner Parra (430e)                       |

### Championnats nationaux
- Championnats de Colombie sur route : 1
  - Course en ligne espoirs : 2016 (Roller Diagama)

## Boyacá Raza de Campeones en 2016

### Effectif Élite
| Cycliste          | Date de naissance | Nationalité | Équipe 2015                         |  |
| ----------------- | ----------------- | ----------- | ----------------------------------- |  |
| Iván Darío Bothia | 27 juin 1990      | Colombie    | Raza de Campeones-Lotería de Boyacá |  |
| Yeison Chaparro   | 26 juillet 1991   | Colombie    | Raza de Campeones-Lotería de Boyacá |  |
| Néstor García     | 11 novembre 1993  | Colombie    |                                     |  |
| Javier Gómez      | 16 octobre 1991   | Colombie    | Raza de Campeones-Lotería de Boyacá |  |
| Diego Mancipe     | 21 juillet 1993   | Colombie    |                                     |  |
| Diego Ochoa       | 5 juin 1993       | Colombie    | Movistar Team América               |  |
| Carlos Parra      | 22 juillet 1992   | Colombie    |                                     |  |
| Heiner Parra      | 9 octobre 1991    | Colombie    | Caja Rural-Seguros RGA              |  |
| Santiago Parra    |                   | Colombie    |                                     |  |
| Michael Rodríguez | 29 juillet 1989   | Colombie    | Raza de Campeones-Lotería de Boyacá |  |
| Wilmer Rodríguez  | 1er octobre 1992  | Colombie    | Raza de Campeones-Lotería de Boyacá |  |
| Jeffry Romero     | 4 octobre 1989    | Colombie    | Raza de Campeones-Lotería de Boyacá |  |

### Effectif Espoir
| Cycliste         | Date de naissance | Nationalité | Équipe 2015                         |  |
| ---------------- | ----------------- | ----------- | ----------------------------------- |  |
| Juan Carlos Cruz | 17 juillet 1994   | Colombie    |                                     |  |
| Cristian Cubides | 11 novembre 1996  | Colombie    | Raza de Campeones-Lotería de Boyacá |  |
| Roller Diagama   | 13 septembre 1994 | Colombie    | Movistar Team América               |  |
| Miguel Flórez    | 21 février 1996   | Colombie    | Raza de Campeones-Lotería de Boyacá |  |
| Robinson López   | 17 septembre 1996 | Colombie    |                                     |  |
| Robinson Ortega  | 20 juin 1996      | Colombie    | Raza de Campeones-Lotería de Boyacá |  |
| Cristian Sierra  | 21 février 1994   | Colombie    | Raza de Campeones-Lotería de Boyacá |  |
| Wilson Rodríguez | 22 février 1994   | Colombie    | Raza de Campeones-Lotería de Boyacá |  |

### Victoires
| Date       | Course                                             | Pays                   | Classe | Vainqueur        |
| ---------- | -------------------------------------------------- | ---------------------- | ------ | ---------------- |
| 21/02/2016 | Championnat de Colombie sur route espoirs          | Colombie               | CN     | Roller Diagama   |
| 3/03/2016  | 6e étape de la Vuelta a la Independencia Nacional  | République dominicaine | 2.2    | Diego Ochoa      |
| 16/07/2016 | 3e étape du Tour du Portugal de l'Avenir           | Portugal               | 2.2    | Miguel Flórez    |
| 17/07/2016 | 4e étape du Tour du Portugal de l'Avenir           | Portugal               | 2.2    | Roller Diagama   |
| 17/07/2016 | Classement général du Tour du Portugal de l'Avenir | Portugal               | 2.2    | Wilson Rodríguez |